# Podlesie (Mnichów)
Podlesie – przysiółek wsi Mnichów w Polsce, położony w województwie świętokrzyskim, w powiecie jędrzejowskim, w gminie Jędrzejów.
W latach 1975–1998 przysiółek należał administracyjnie do województwa kieleckiego.